# Präfektur Fès
Fès (arabisch عمالة فاس, Tamazight: ⵜⴰⵎⵖⵓⵔⵜ ⵏ ⴼⴰⵙ) ist eine Präfektur in Marokko. Sie gehört seit der Verwaltungsreform von 2015 zur Region Fès-Meknès (davor Fès-Boulemane) und liegt im Zentrum des Landes zwischen Rifgebirge und Mittlerem Atlas. Die Präfektur hat 977.946 Einwohner (2004).

## Größte Orte
| Gemeinde           | Einwohner (2. Sept. 1994) | Einwohner (2. Sept. 2004) |
| ------------------ | ------------------------- | ------------------------- |
| Fès                | 736.252                   | 920.737                   |
| Mechouar Fès Jadid | 34.680                    | 26.078                    |
| Oulad Tayeb        | 13.578                    | 19.144                    |
| Aïn Bida           | 5.952                     | 6.854                     |
| Sidi Harazem       | 4.460                     | 5.133                     |